# Марокканско-португальские отношения
Марокканско-португальские отношения — двусторонние дипломатические отношения между Марокко и Португалией.

## История
Король Португалии Афонсу V инициировал начало оккупации прибрежной части Марокко. В 1458 году Португалия завоевала Ксар ес-Сегир, с 1460 по 1464 год город Танжер несколько раз переходил из рук в руки, а в 1471 году португальцы заняли Асила. Благодаря этим завоеваниями король Португалии Афонсу V получил прозвище «Африканский». В 1496 году Португалия и Испания подписали соглашение о разграничении сфер влияния на побережье Северной Африки: испанцы могли занимать только территорию к востоку от Пеньон-де-Велес-де-ла-Гомера. Это ограничение прекратило действовать только после разгрома португальцев в битве при Ксар-эль-Кебире в 1578 году. Португальский король Себастьян I был убит во время этой битвы и его армия была уничтожена марокканскими силами в союзе с Османской империей. После этого, испанцы под руководством Филиппа I начали предпринимать активные действия в Марокко, как например при оккупации Эль-Араиша.
В общей сложности португальцы захватили 6 марокканских городов и построили 6 автономных крепостей на марокканском атлантическом побережье между рекой Лукос на севере и рекой Сус на юге. Пять захваченных португальцами городов: Ксар ес-Сегир (1458—1550), Танжер (1471—1661), Асила (1471—1549), Сафи (1488—1541) и Аземмур (1513—1541). Из 6 автономных крепостей четыре продержались недолго: Грасиоза (Марокко) (1489), Сан-Жуан-да-Мамора (1515), Каштелу-Реаль из Эс-Сувейры (1506—10) и Агуз (1520—25). Две крепости должны были стать постоянными городскими поселениями: Агадир (основанный в 1505—06 годах) и Эль-Джадида (основанная в 1514—17).
Португальцам пришлось покинуть большинство своих поселений в период между 1541 и 1550 годами после наступления султана Мохаммеда аш-Шейха: падения Агадира в 1541 году и завоевания Феса в 1550 году. Тем не менее, они смогли сохранить несколько городов: Сеуту (1415—1668), Танжер (1471—1661) и Эль-Джадиду (1502—1769).
В 1661 году Танжер был передан Англии, чтобы заручиться английской поддержкой в Португальской войне за независимость, а Сеута была окончательно передана Испании в 1668 году по Лиссабонскому договору, который признал род Браганса новой правящей династией Португалии и его власть над остальными колониями Португалии. Эти события фактически положили конец прямому присутствию португальцев в Марокко, пока они не покинули Мазаган под давлением Мохаммеда III бена Абдаллаха в 1769 году. Пять лет спустя, в 1774 году, правительства Марокко и Португалии заключили Соглашение о мире и дружбе, одно из старейших двусторонних соглашений между странами.

## Наследие
В 2004 году город-крепость Мазаган был зарегистрирован в качестве объекта всемирного наследия ЮНЕСКО на основании его статуса как «выдающегося примера обмена влияниями между европейской и марокканской культурами» и как «ранний пример реализации идеалов эпохи Возрождения с помощью португальских строительных технологий». По данным ЮНЕСКО наиболее важными зданиями португальского периода являются выполненные в стиле мануэлино цистерна и церковь Успения.
Построенный в 1514 году, этот бывший склад (возможно, арсенал) был преобразован в цистерну в XVI веке. Подземная камера размером 34 на 34 метра была построена из пяти рядов каменных столбов. Цистерна особенно известна тонким слоем воды, который покрывает пол, и который создаёт прекрасные и захватывающие отражения от небольшого света, и спартанской формы колонн и крыши. Его визуальные качества таковы, что в пещерном пространстве было снято несколько фильмов, из которых «Отелло» Орсона Уэллса является самым известным. Проект крепости Мазаган является ответом на развитие современной артиллерии в эпоху Возрождения. Пятиконечная форма крепости имеет размеры около 250 на 300 метров. Слегка наклонные, массивные стены в среднем имеют высоту около 8 метра и толщину 10 метра, окружая периферийный проход шириной 2 метра. В настоящее время у укрепления есть четыре бастиона: Бастион Ангела на востоке, Святой Себастьян на севере, Святой Антуан на западе и Бастион Святого Духа на юге. Пятый, губернаторский бастион у главного входа, находится в руинах и был разрушен португальцами в 1769 году. Многочисленные португальские пушки колониальной эпохи по-прежнему находятся на вершине бастионов.

## Дипломатические представительства
- Марокко имеет посольство в Лиссабоне[5].
- У Португалии имеется посольство в Рабате[6].